# Koshantschikovius andrewesi
Koshantschikovius andrewesi är en skalbaggsart som beskrevs av Schmidt 1908. Koshantschikovius andrewesi ingår i släktet Koshantschikovius och familjen Aphodiidae. Inga underarter finns listade i Catalogue of Life.